# René Hake
René Hake (Coevorden, 18 dicembre 1971) è un allenatore di calcio olandese, vice allenatore del Feyenoord.

## Carriera

### Allenatore

#### Gli inizi
Da ottobre 2010 al 2012 ha allenato l'Emmen in Eerste Divisie.
Nell'agosto 2015 è diventato tecnico del Twente, esordendo in Eredivisie.
Il 18 ottobre 2017 viene sollevato dall'incarico.
Dopo aver allenato Cambuur e Jong Utrecht, nel 2020/2021 viene chiamato ad allenare l’Utrecht arrivando sesto in campionato e perdendo la finale play-off contro il Feyenoord. Nel marzo 2022 gli subentra Rick Kruys e in estate diventa allenatore del Go Ahead Eagles con cui nella stagione 2023/2024 conquista la qualificazione alla Conference League dopo aver vinto gli spareggi.

#### Manchester Utd e Feyenoord
L'11 luglio 2024 viene ingaggiato, insieme a Ruud van Nistelrooij, dal Manchester Utd, con cui sottoscrive un contratto biennale, nel ruolo di assistente dell'allenatore Erik ten Hag.
Dopo una serie di risultati negativi e con la squadra al 14º posto in campionato, il 28 ottobre 2024, in seguito all'esonero del tecnico olandese, il club inglese decide di promuove van Nistelrooij tecnico ad interim della prima squadra e lui suo vice. Il 1º novembre il club inglese ingaggia Ruben Amorim come nuovo tecnico, pagando la clausola rescissoria allo Sporting Lisbona, ma lui rimane nello staff di van Nistelrooij che guida la squadra fino all'11 novembre successivo, con un pareggio e una vittoria in Premier contro il Chelsea (1-1) e il Leicester City (3-0) e una vittoria in Europa League contro il PAOK (2-0), lasciando il ruolo nello staff e il club inglese dopo l'arrivo del tecnico portoghese.
Pochi mesi dopo aver lasciato il Manchester United, il 23 febbraio 2025 viene ingaggiato dal Feyenoord, nel ruolo di vice allenatore, all'interno dello staff del neo allenatore Robin van Persie.

## Statistiche da allenatore
Statistiche aggiornate al 26 agosto 2017.
In grassetto le competizioni vinte.
| Stagione               | Squadra                | Campionato             | Campionato | Campionato | Campionato | Campionato | Coppe nazionali | Coppe nazionali | Coppe nazionali | Coppe nazionali | Coppe nazionali | Coppe continentali | Coppe continentali | Coppe continentali | Coppe continentali | Coppe continentali | Altre coppe | Altre coppe | Altre coppe | Altre coppe | Altre coppe | Totale | Totale | Totale | Totale | % Vittorie                 | Piazzamento     |
| Stagione               | Squadra                | Comp                   | G          | V          | N          | P          | Comp            | G               | V               | N               | P               | Comp               | G                  | V                  | N                  | P                  | Comp        | G           | V           | N           | P           | G      | V      | N      | P      | %                          | Piazzamento     |
| ---------------------- | ---------------------- | ---------------------- | ---------- | ---------- | ---------- | ---------- | --------------- | --------------- | --------------- | --------------- | --------------- | ------------------ | ------------------ | ------------------ | ------------------ | ------------------ | ----------- | ----------- | ----------- | ----------- | ----------- | ------ | ------ | ------ | ------ | -------------------------- | --------------- |
| 2010-2011              | Emmen                  | EED                    | 25         | 7          | 8          | 10         | CO              | 0               | 0               | 0               | 0               | -                  | -                  | -                  | -                  | -                  |             | -           | -           | -           | -           | 25     | 7      | 18     | 10     | 28,00 \|\| Subentrato, 13° |                 |
| 2011-2012              | Emmen                  | EED                    | 34         | 6          | 5          | 23         | CO              | 1               | 0               | 0               | 1               | -                  | -                  | -                  | -                  | -                  |             | -           | -           | -           | -           | 35     | 6      | 5      | 24     | 17,14                      | 18°             |
| Totale Emmen           | Totale Emmen           | Totale Emmen           | 59         | 13         | 13         | 33         |                 | 1               | 0               | 0               | 1               |                    | -                  | -                  | -                  | -                  | -           | -           | -           | -           | -           | 60     | 13     | 13     | 34     | 21,67                      |                 |
| 2015-2016              | Twente                 | E                      | 30         | 12         | 6          | 12         | CO              | 1               | 0               | 0               | 1               | -                  | -                  | -                  | -                  | -                  |             | -           | -           | -           | -           | 31     | 12     | 6      | 13     | 38,71                      | Subentrato, 13° |
| 2016-2017              | Twente                 | E                      | 34         | 12         | 9          | 13         | CO              | 1               | 0               | 0               | 1               | -                  | -                  | -                  | -                  | -                  |             | -           | -           | -           | -           | 35     | 12     | 9      | 14     | 34,29                      | 7°              |
| ago.-ott. 2017         | Twente                 | E                      | 8          | 2          | 0          | 6          | CO              | 1               | 1               | 0               | 0               | -                  | -                  | -                  | -                  | -                  |             | -           | -           | -           | -           | 9      | 3      | 0      | 6      | 33,33                      | Eson            |
| Totale Twente          | Totale Twente          | Totale Twente          | 72         | 26         | 15         | 31         |                 | 3               | 1               | 0               | 2               |                    | -                  | -                  | -                  | -                  | -           | -           | -           | -           | -           | 75     | 27     | 15     | 33     | 36,00                      |                 |
| gen.-giu. 2018         | Cambuur                | EER                    | 16+2       | 8+1        | 5          | 3+1        | CO              | 0               | 0               | 0               | 0               | -                  | -                  | -                  | -                  | -                  |             | -           | -           | -           | -           | 18     | 9      | 5      | 4      | 50,00                      | Sub, 8°         |
| 2018-2019              | Cambuur                | EER                    | 38+4       | 16+1       | 10+2       | 12+1       | CO              | 3               | 2               | 0               | 1               | -                  | -                  | -                  | -                  | -                  |             | -           | -           | -           | -           | 45     | 19     | 12     | 14     | 42,22                      | 10°             |
| Totale Cambuur         | Totale Cambuur         | Totale Cambuur         | 54+6       | 24+2       | 15+2       | 15+2       |                 | 3               | 2               | 0               | 1               |                    | -                  | -                  | -                  | -                  |             | -           | -           | -           | -           | 63     | 28     | 17     | 18     | 44,44                      |                 |
| nov. 2020-2021         | Utrecht                | E                      | 28+2       | 11+1       | 11         | 6+1        | CO              | 1               | 0               | 1               | 0               | -                  | -                  | -                  | -                  | -                  |             | -           | -           | -           | -           | 31     | 12     | 12     | 7      | 38,71                      | Sub, 6°         |
| 2021-apr. 2022         | Utrecht                | E                      | 27         | 11         | 7          | 9          | CO              | 2               | 1               | 0               | 1               | -                  | -                  | -                  | -                  | -                  |             | -           | -           | -           | -           | 29     | 12     | 7      | 10     | 41,38                      | Eson            |
| Totale Utrecht         | Totale Utrecht         | Totale Utrecht         | 55+2       | 22+1       | 18         | 15+1       |                 | 3               | 1               | 1               | 1               |                    | -                  | -                  | -                  | -                  |             | -           | -           | -           | -           | 60     | 24     | 19     | 17     | 40,00                      |                 |
| 2022-2023              | Go Ahead Eagles        | E                      | 34         | 10         | 10         | 14         | CO              | 3               | 2               | 0               | 1               | -                  | -                  | -                  | -                  | -                  |             | -           | -           | -           | -           | 37     | 12     | 10     | 15     | 32,43                      | 11°             |
| 2023-2024              | Go Ahead Eagles        | E                      | 34+2       | 12+2       | 9          | 13         | CO              | 3               | 2               | 0               | 1               | -                  | -                  | -                  | -                  | -                  |             | -           | -           | -           | -           | 39     | 16     | 9      | 14     | 41,03                      | 9°              |
| Totale Go Ahead Eagles | Totale Go Ahead Eagles | Totale Go Ahead Eagles | 68+2       | 22+2       | 19         | 27         |                 | 6               | 4               | 0               | 2               |                    | -                  | -                  | -                  | -                  |             | -           | -           | -           | -           | 76     | 28     | 19     | 29     | 36,84                      |                 |
| Totale Carriera        | Totale Carriera        | Totale Carriera        | 318        | 112        | 82         | 124        |                 | 16              | 8               | 1               | 7               |                    | -                  | -                  | -                  | -                  | -           | -           | -           | -           | -           | 334    | 120    | 83     | 131    | 35,93                      |                 |